# Jaideep Singh
Jaideep Singh (ur. 21 sierpnia 1987 w Pendżabie) – indyjski kickbokser oraz zawodnik mieszanych sztuk walki (MMA).

## Kariera kickbokserska
Urodził się w Pendżabie jednak w wieku 3 lat wraz z rodzicami przeprowadził się do Japonii, tam też zainteresował się sportami walki w tym kickboxingiem. W latach 2006–2008 walczył głównie na lokalnych galach w Japonii walcząc m.in. trzykrotnie z Brazylijczykiem Fabiano Aokim, wygrywając z nim raz (11 kwietnia 2008) w pojedynku o tytuł krajowej organizacji J-Network w wadze ciężkiej, który dwukrotnie bronił w 2009 i 2010.
Po dobrych występach w kraju, został zaproszony do azjatyckich eliminacji K-1 World GP, które miały miejsce 2 sierpnia 2009 w Seulu. Singh ostatecznie wygrał zawody nokautując w ćwierćfinale i półfinale zawodników gospodarzy oraz wypunktowując w finale Japończyka Taieia Kina, stając się tym samym pierwszym zawodnikiem z Indii który wygrał turniej zaliczający się do cyklu K-1 World Grand Prix.
26 września 2009 na gali K-1 World Grand Prix 2009 Final 16 przegrał z Brazylijczykiem Ewertonem Teixeirą na punkty po wyrównanej walce w której sędziowie zarządzili dwie dodatkowe rundy. Mimo porażki w eliminacjach, miał okazję wystąpić na finałowej gali K-1 WGP 2009 w jednej z super-walk w której pokonał przez nokaut Japończyka Makoto Ueharę w drugiej rundzie.
3 kwietnia 2010 podczas K-1 World GP w Jokohamie przegrał na punkty z Turkiem Gökhanem Sakim, natomiast 11 grudnia 2010 na K-1 World Grand Prix 2010 w super-walce znokautował prawym sierpowym Rosjanina Siergieja Charitonowa na dwie sekundy przed końcem pierwszej rundy.
2 lipca 2011 w Lucernie przegrał na punkty z Albańczykiem Xhavitem Bajramim w walce o tytuł ISKA wagi super ciężkiej. 23 listopada tego samego roku wygrał japoński turniej RISE Heavyweight Tournament wagi ciężkiej pokonując m.in. Hiromiego Amadę. 14 października 2012 na K-1 World Grand Prix 2012 Final 16 przegrał z Surinamczykiem Ismaelem Londtem większościową decyzją sędziów, tym samym nie kwalifikując się do finałowego turnieju K-1 World Grand Prix 2012. 23 marca 2013 uległ na punkty Danielowi Samowi na gali Glory 5 w Londynie.

## Kariera MMA
7 czerwca 2013 zadebiutował w MMA w rodzinnych Indiach, w Mumbaju pokonując Irańczyka Alireza Tavaka po ciosach łokciem. W swoim drugim zawodowym pojedynku 17 października 2015 został mistrzem japońskiej organizacji DEEP w wadze otwartej (bez limitu wagowego) po pokonaniu Brazylijczyka Carlosa Toyoty przez TKO. 31 grudnia 2015 podczas sylwestrowej gali Rizin FF: Iza no Mai stoczył przegrany pojedynek z utytułowanym Rosjaninem Fiodorem Jemieljanienko, który zmusił go do poddania się po ciosach. Na kolejnej gali Rizin 1, 17 kwietnia 2016 przegrał na punkty z Litwinem Teodorasem Aukštuolisem, natomiast 15 lipca 2017 uległ Roque Martinezowi również na punkty, tracąc przy tym pas DEEP i zaliczając trzecią porażkę z rzędu.

## Lista walk w MMA
| Wynik     | Bilans | Przeciwnik (bilans przed walką)    | Rozstrzygnięcie                    | Runda | Czas | Rozgrywki                               | Data       | Miejsce | Uwagi                                         |
| --------- | ------ | ---------------------------------- | ---------------------------------- | ----- | ---- | --------------------------------------- | ---------- | ------- | --------------------------------------------- |
| Przegrana | 2-3    | Roque Martinez (9-3-2)             | Decyzja (jednogłośna)              | 3     | 5:00 | Deep Cage Impact 2017: At Korakuen Hall | 15.07.2017 | Tokio   | Stracił pas mistrzowski Deep w wadze ciężkiej |
| Przegrana | 2-2    | Teodoras Aukštuolis (8-3)          | Decyzja (jednogłośna)              | 3     | 5:00 | Rizin FF 1 : Fujita vs Prochazka        | 17.04.2016 | Nagoja  |                                               |
| Przegrana | 2-1    | Fiodor Jemieljanienko (35-4. 1 NC) | TKO (ciosy pięściami)              | 1     | 3:02 | Rizin FF: Iza no Mai                    | 31.12.2015 | Saitama |                                               |
| Wygrana   | 2-0    | Carlos Toyota (7-6-1)              | TKO (niezdolność do dalszej walki) | 2     | 5:00 | DEEP 73 Impact                          | 17.10.2015 | Tokio   | Zdobył pas mistrzowski Deep w wadze ciężkiej  |
| Wygrana   | 1-0    | Alireza Tavakoli (0-1)             | TKO (ciosy łokciami)               | 1     | 4:24 | Super Fight League 19                   | 07.06.2013 | Mumbaj  | debiut w MMA                                  |

## Osiągnięcia[18]
Kickboxing:
- 2008–2010: mistrz J-Network w wadze ciężkiej
- 2009: K-1 World GP w Seulu (GP Azji) – 1. miejsce
- 2011: RISE Heavyweight Tournament – 1. miejsce w wadze ciężkiej

Mieszane sztuki walki:
- 2015–2017: mistrz DEEP w wadze otwartej